# Lorenz Frølich
Lorenz Frølich, né à Copenhague le 25 octobre 1820 et mort le 25 octobre 1908, est un peintre, illustrateur et aquafortiste danois.

## Biographie
Lorenz Frølich étudie tout d'abord à Copenhague sous la férule de Christoffer Wilhelm Eckersberg, puis à Dresde auprès d'Eduard Bendemann, et à Paris sous la direction de Thomas Couture. Au terme de cette période de formation, il vit et travaille principalement entre Rome et Paris, où ses œuvres sont régulièrement exposées aux Salons.
En 1877, il est nommé professeur à l'Académie royale des beaux-arts du Danemark de Copenhague. Ses illustrations, et tout particulièrement celles destinées à des livres d'enfants, acquièrent à travers le monde une renommée et une importance beaucoup plus grandes que ses peintures.
Il produit également des eaux-fortes originales pour divers ouvrages : Histoire du Danemark d’Adam Kristoffer Fabricius, Éros et Psyché d’Apulée, Notre Père ou encore Die Götter des Nordens. On lui doit aussi notamment la décoration de la cour d'appel de Flensbourg et de plusieurs autres bâtiments publics dans sa région natale.
Il meurt le 25 octobre 1908, jour de son anniversaire, à l'âge de 88 ans.

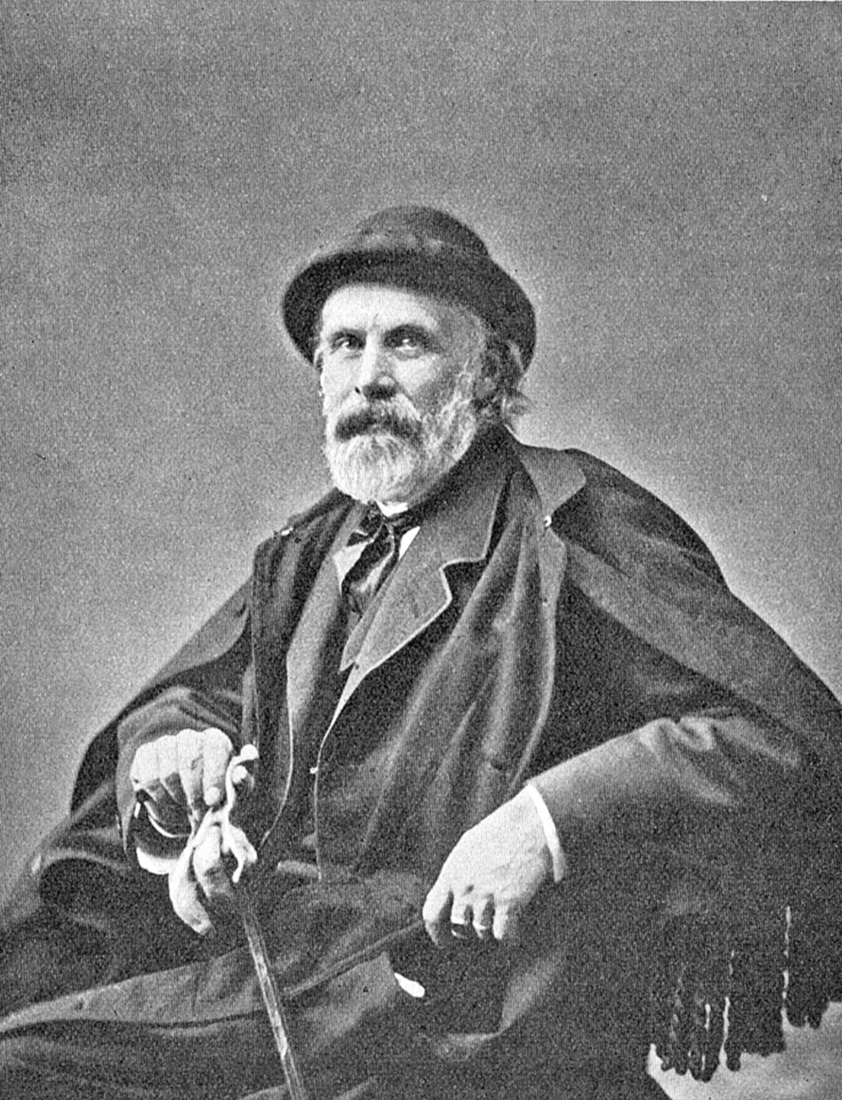
Lorenz Frølich

## Quelques œuvres
- King Harald Bluetooth (1840)

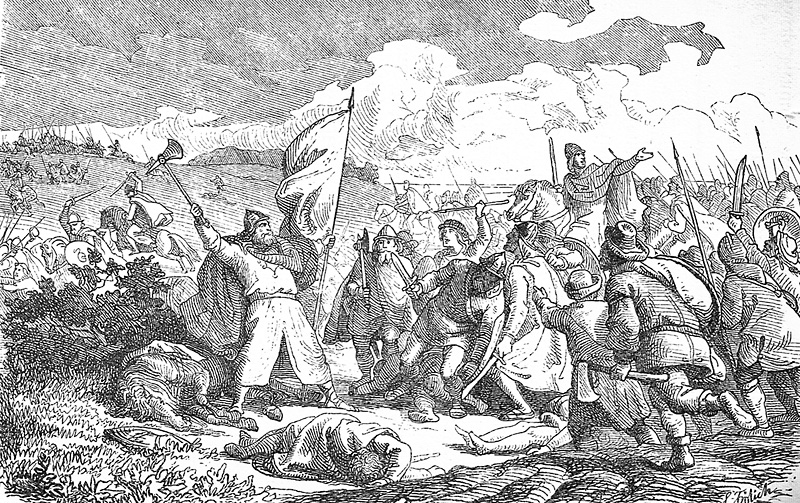
La Bataille de Grathe Hede du 23 octobre 1157 (tableau de 1885).

- Cupid and the Water-Sprite (1845, Leipzig Museum)
- Family of a Wood-God
- La Prière du Seigneur, illustré par une série d'eaux-fortes, 1863.
- Illustrations de Dieux nordiques d’Adam Oehlenschläger, 1885.
- Illustrations de Den Ældre Eddas Gudesange de Karl Gjellerup, 1895.
- La transformation de Maître Tom.
- Quelques albums pour enfants du Magasin d'éducation et de récréation édités par Pierre-Jules Hetzel.
- Jean Macé, Histoire d'une bouchée de pain, illustrée par Froelich, Bibliothèque d'Éducation et de Récréation J. Hetzel et Cie, Paris
- Le Moulin à paroles, questionnaire de lecture sur Wikiversité.
- Zoé la vaniteuse